# لوغانفيل
لوغانفيل (بالإنجليزية: Luganville) هي ثاني أكبر مدينة في فانواتو بعد العاصمة بورت فيلا؛ تقع في جزيرة إسبيريتو سانتو ويبلغ عدد سكانها 18,062 نسمة وفقًا لتعداد عام 2020. أولئك الذين يعيشون في جزر فانواتو الشمالية ويعتبرون لوغانفيل مدينتهم الكبرى، وخاصة السكان الأصليين، يطلقون عليها اسم سانتو؛ بينما يسميها سكان الأرياف في إسبيريتو سانتو كانال (مأخوذ من الاسم الفرنسي السابق "Canal du Segond"). وقد كانت لوغانفيل قاعدة رئيسية لعمليات القوات الأمريكية خلال الحرب العالمية الثانية.
شارع هيغنسون، وهو الشارع الرئيسي الذي يمر عبر لوغانفيل، يضم في الغالب متاجر سياحية ومحلات عامة. وخلال الحرب العالمية الثانية، استخدم الأمريكيون جزيرة إسبيريتو سانتو كقاعدة عسكرية؛ ونتيجة للاحتلال، أصبح شارع هيغنسون عريضاً بشكل غير معتاد، إذ أصرّ قائد القاعدة حينها على أن يكون عرضه كافياً لمرور أربع دبابات في آن واحد. وفي أحد طرفي الشارع يوجد الميناء، وهو أحد الميناءين الرئيسيين للجزيرة.

## تاريخ لوغانفيل

### الحرب العالمية الثانية
خلال الحرب العالمية الثانية، أنشأ الجيش الأمريكي قاعدتين في جزيرتين من جزر فانواتو الحالية (التي كانت آنذاك مستعمرة بريطانية-فرنسية تُعرف باسم جزر هيبريدس الجديدة)، إحداهما في جزيرة إسبيريتو سانتو. تم توحيد قرية صغيرة مكوّنة من مجتمعات متباعدة في مدينة واحدة هي لوغانفيل. كانت قاعدة بوتون أكبر قاعدةٍ أمريكيةٍ في جنوب المحيط الهادئ، إذ امتدت على مساحة 38 ميلاً، واستُخدمت بشكلٍ رئيسيٍ للصيانة وتخزين الإمدادات. وقد لعبت لوغانفيل دوراً رئيسياً في تجهيز الوحدات الأمريكية لحملة غوادالكانال.
تم بناء أربعة مطارات: مطار خليج باليكولو، ومطار خليج ترتل، ومطار لوغانفيل (وجميعها لم تعد موجودة)، بينما تم تحويل مطار بومبر 3 إلى مطار سانتو الدولي. كما شملت المنشآت الأخرى التي بُنيت: خمسة مستشفيات عسكرية، وقاعدة لوغانفيل للطائرات المائية، ورصيف البونتون، وحوضاً جافاً عائماً، وآلاف البيوت الجاهزة من نوع كوانسِت.
تحتضن لوغانفيل اليوم متحف الحرب العالمية الثانية في جنوب المحيط الهادئ، المكرّس لحفظ تاريخ الحرب العالمية الثانية في المنطقة، وقد أُطلق عام 2012 بمبادرة من العمدة بيتر ساكيتا.

### الاستقلال
بحلول النصف الثاني من القرن العشرين، كانت لوغانفيل مدينة يغلب عليها الطابع الناطق بالفرنسية، وقد قاومت في البداية محاولات نيل الاستقلال قبل إعلان الاستقلال في 30 يوليو 1980. حاولت القوات الفرنسية في البداية قمع رفع العلم في لوغانفيل، لكنها انسحبت إلى فرنسا في أغسطس من العام نفسه. وقد شهدت المدينة بعض الاضطرابات بين الأحزاب السياسية المتنافسة على السلطة، لكنها أصبحت منذ ذلك الحين في حالة من الاستقرار والسلم النسبي.

## السكان
وفقاً لتعداد عام 2016، كان 98.7% من سكان لوغانفيل من أصول ميلانيزية و/أو من شعب فانواتو الأصلي (ني-فانواتو). أما ذوو الأصول غير الميلانيزية فهم أقلية، وينتمون إلى أوروبيين وشعوبٍ من جزر المحيط الهادئ الأخرى وآسيويين.
يتكوّن جزء من المدينة من مستوطناتٍ عشوائيةٍ غير رسمية مثل: لا ميليس، ومانغو، وبيبسي، ورووك، وساراكاتا، وسان ميشيل. وقد كانت مانغو أول ما استوطنه مهاجرون فيتناميون شيّدوا مساكن من خردة المعادن التي تركها الجيش الأمريكي. وفي ستينيات القرن العشرين، أُعيد هؤلاء الفيتناميون إلى وطنهم، ثم استوطنها لاحقاً مهاجرون من شعب فانواتو الأصلي.

## الاقتصاد والبنية التحتية

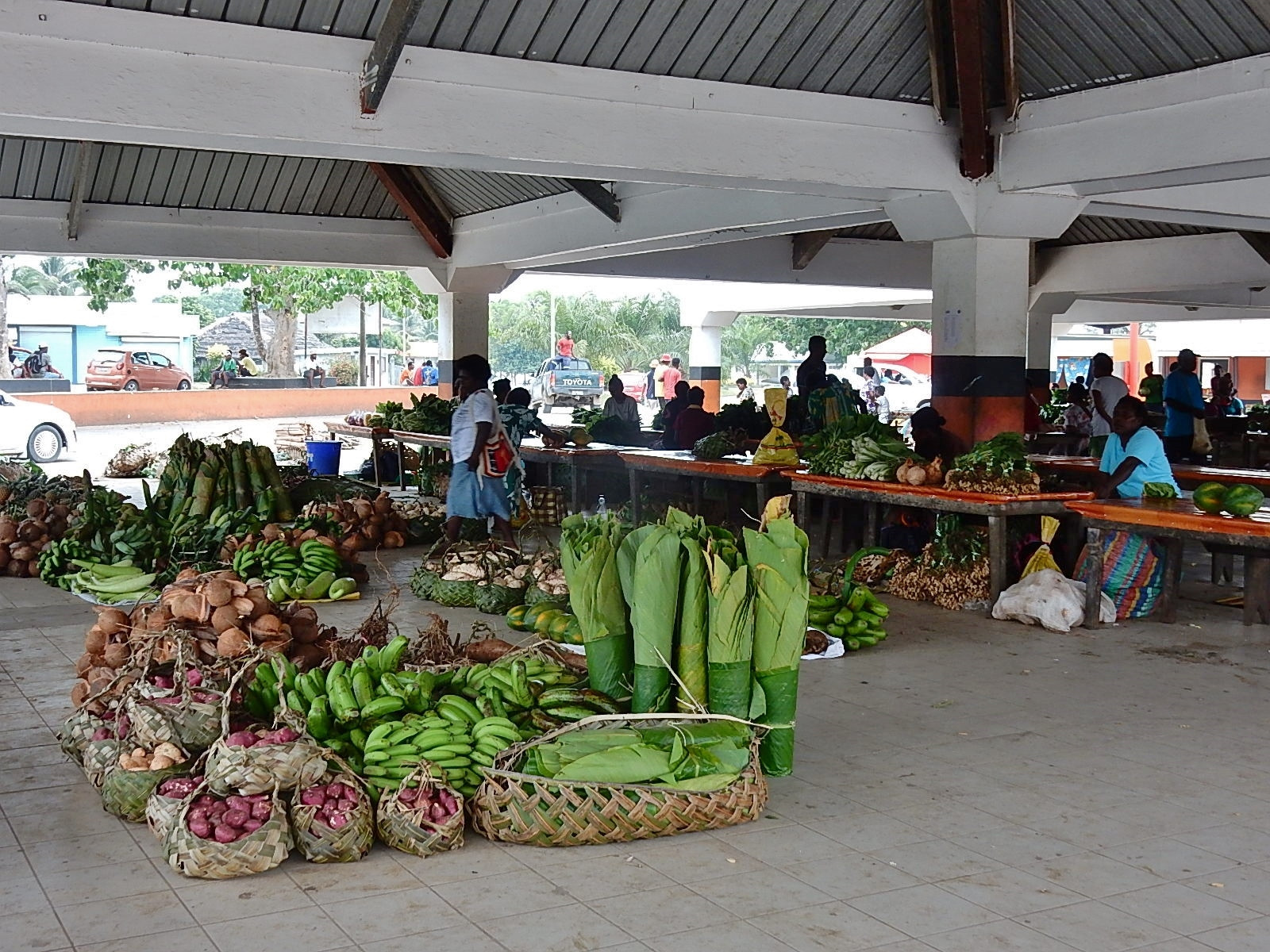
سوق لوغانفيل

تضرّر اقتصاد لوغانفيل بعد إعلان فانواتو الاستقلال في عام 1980. وتتمتع المدينة بصناعة سياحية قوية، خصوصاً في مجالات آثار الحرب العالمية الثانية والغوص تحت الماء (يُعدّ سفينة الرئيس كوليدج موقعاً شهيراً، وكذلك الشعاب المرجانية)، كما تُعد وجهةً للعديد من خطوط الرحلات البحرية. وتشمل صناعاتها الرئيسية الأخرى الزراعة، وتربية الماشية، والخدمات المالية الخارجية. ويشتهر السوق الممتد على طول شارع هيغنسون بأسعاره المنخفضة للطعام.
يُعد مستشفى المقاطعة الشمالية واحداً من المستشفيين الرئيسيين المرجعيين في جزيرة إسبيريتو سانتو، ويخدم سكان الجزر الشمالية الأخرى في فانواتو بالإضافة إلى سكانه المحليين. كما تضم لوغانفيل معهد فانواتو للتدريب الصحي، وهو أحد مدرستين لتدريب الكوادر الطبية على الجزيرة، إلا أن عدد الخريجين غير كافٍ لتغطية النقص في الكوادر الطبية. وعلى الرغم من أن النفقات الطبية تمثل 50% من ميزانية الحكومة، إلا أن المستشفى يعتمد بشكلٍ كبيرٍ على التبرعات.
توجد في لوغانفيل ست مؤسساتٍ مصرفيةٍ رئيسيةٍ: بنك الاحتياطي في فانواتو، وبنك وانفوتنغ، والبنك الوطني في فانواتو، وبنك ساوث باسيفيك، وبنك بريد، وبنك ANZ.
ولم تتوفر خدمة الإنترنت عريض النطاق (بروادباند) في لوغانفيل حتى أواخر عام 2006.

## النقل
تُعد لوغانفيل أحد أكثر الموانئ نشاطاً في فانواتو، خصوصاً كنقطةٍ لنقل جوز الهند المجفف (الكبرة)، وزيت جوز الهند، والكاكاو. ويوفر قناة سيغون، وهي المساحة المائية التي تفصل الجزيرة الرئيسية ولوغانفيل عن جزيرة آوري، ميناءً محميّاً ممتازاً للمدينة. وتخدم المدينة مطارات سانتو-بيكوا الدولي، وهو ثاني أكبر مطارٍ في فانواتو. كما تتوفر في المدينة خدماتُ عددٍ من سيارات الأجرة، والحافلات، وشاحنات النقل العامة. The city is also serviced by a number of taxis, buses, and public transport trucks.